# Maria I av England
För andra betydelser, se Bloody Mary.
Maria I (engelska: Mary I), född 18 februari 1516 i Palace of Placentia, död 17 november 1558 i Saint James's Palace, var regerande drottning av England och Irland från den 19 juli 1553 fram till sin död. Hon var äldsta dotter och enda överlevande barn till Henrik VIII av England och Katarina av Aragonien, och hon blev den fjärde regerande monarken av huset Tudor.
Hon har främst gått till historien för att ha återupprättat katolska kyrkan i England när hon efterträdde sin bror, Edvard VI av England, på tronen. Under denna process lät Maria bränna nästan 300 religiösa meningsmotståndare, främst personer av reformert tro, på bål, vilket ledde till att hon började kallas Bloody Mary ("Blodiga Maria"; på svenska är hon känd som Maria den blodiga). Marias försök att återinföra den katolska kyrkan till fullo i England kom senare att göras om intet av hennes halvsyster, Elisabet I.

## Uppväxt och tidigt liv
Maria var det enda av Henrik VIII:s barn med sin första hustru, Katarina av Aragonien, som överlevde spädbarnsåldern. Marias mor hade flera missfall, och Marias födelse hade föregåtts av en dödfödd syster och tre bröder, varav en, Henrik, levde några månader. Maria var dotterdotter till Ferdinand II av Aragonien och Isabella I av Kastilien. Hon föddes på Palace of Placentia i Greenwich, London, den 18 februari 1516. Maria var ett sjukligt barn som led av dålig syn, sinusit och anfall av svår huvudvärk.
Hon döptes i Friary Church utanför palatsportarna. Hennes gudföräldrar var Thomas Wolsey och hertiginnan av Norfolk. Henrik VIII såg henne som ett användbart redskap i den dynastiska diplomatin och 1518 inleddes den första av en lång serie av äktenskapsförhandlingar tills hon formellt förlovades med dauphinen av Frankrike, Frans III, hertig av Bretagne. Maria var till sin natur envis och viljestark och kom med tiden att anse att en kompromiss enbart var ett bevis på svaghet och falskhet.

### Utbildning, tronföljd och planerade äktenskap

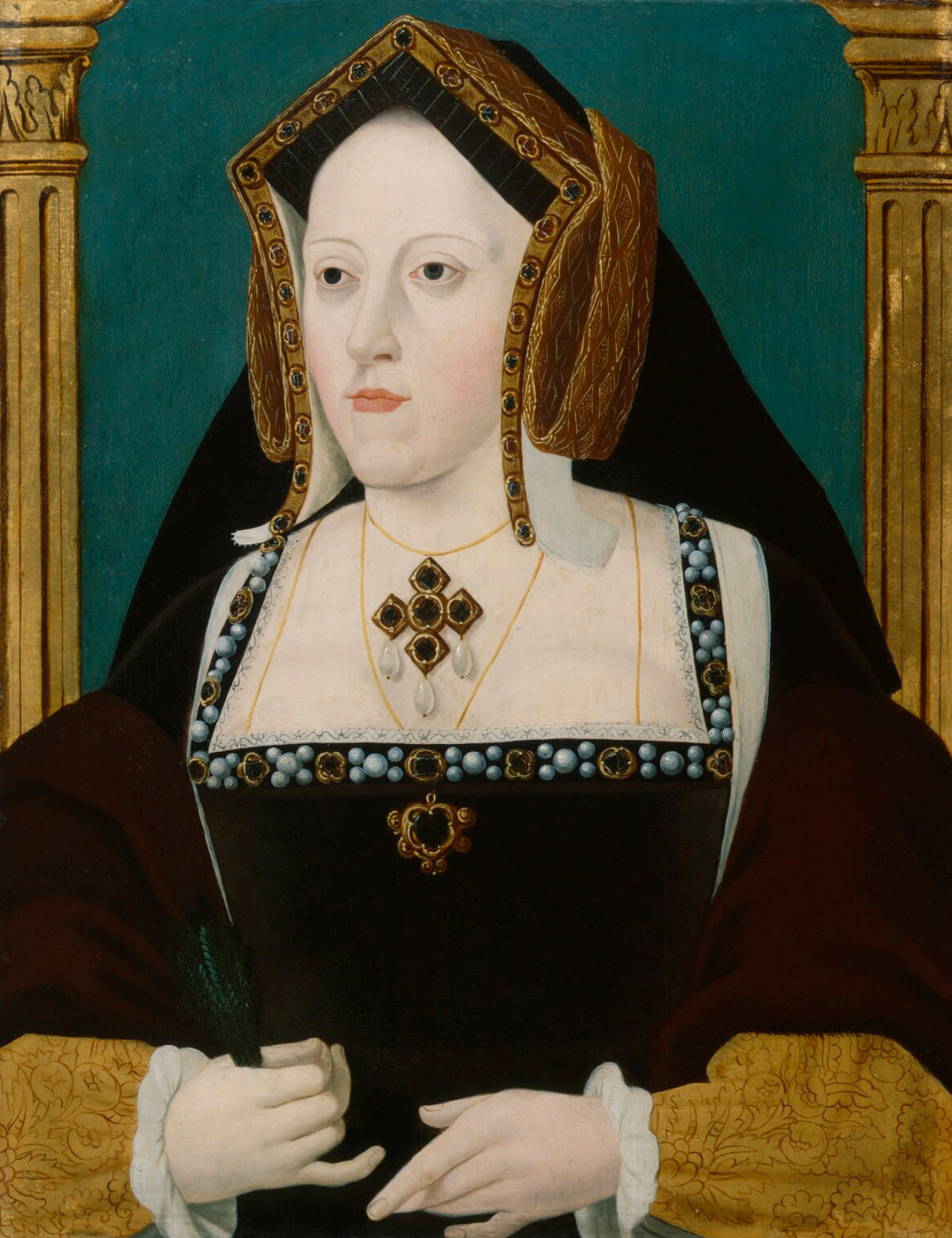
Katarina av Aragonien, Marias mor

Maria uppfostrades under överinseende av en rad guvernanter: Elizabeth Jerningham Denton år 1516, Margaret Bourchier 1516–1519, Margaret Pole 1519–1521, Amata (Jane) Boleyn, Lady Calthorpe år 1521–1522, och sedan återigen Margaret Pole från 1522 till 1533. 
Trots sina hälsoproblem var Maria ett brådmoget barn. Det sades också att hon var vacker som ung.  Innehållet och genomförandet av Marias utbildning bestämdes till stor del av hennes mor inom den hovskola för adliga barn som drottningen hade etablerat under ledning av Maud Green. Katarina av Aragonien, själv barn till en regerande drottning, hade fått en mycket avancerad utbildning som barn, och hon såg därför till att dottern fick en utbildning som översteg vad de flesta flickor fick vid denna tid.  Drottning Katarina rådfrågade en av samtidens mest framstående humanister, den spanske pedagogen Juan Luis Vives, som utarbetade en mycket ambitiös studieplan för prinsessan.
Drottningen var själv Marias första lärare i latin, och prinsessan studerade även grekiska, naturvetenskap och musik. I juli 1521, när Maria var knappt fem och ett halvt år gammal, framträdde hon för en grupp besökare och spelade några stycken på en virginal, en föregångare till spinetten. 
Henrik VIII öste kärlek över sin dotter och berömde henne offentligt, särskilt för hennes musikaliska begåvning.
Under hela Marias barndom och uppväxt förhandlades det om framtida äktenskap för henne. Redan vid två års ålder, 1518 blev hon bortlovad till den franske kronprinsen, son till Frans I av Frankrike, men detta löfte bröts tre år senare. 
År 1522 blev hon istället bortlovad till sin kusin, den tjugotvåårige Karl V, tysk-romersk kejsare, genom Windsorfördraget. 
År 1524 föreslogs ett äktenskap mellan Maria och hennes kusin kung Jakob V av Skottland, men förhandlingarna tycktes aldrig ha tagits helt på allvar av Henrik VIII, som föredrog giftermålet med kejsaren.
I maj 1525 bröts trolovningen mellan Maria av kejsar Karl av kejsaren själv, som i stället valde att gifta sig med den fullvuxna Isabella av Portugal, något som skapade stort missnöje hos Henrik VIII. 
Man föreslog 1525 att Maria skulle giftas bort med kung Frans I av Frankrike, som var ivrig att knyta en fast allians med England. Ett äktenskapskontrakt undertecknades som stipulerade att Maria skulle gifta sig med antingen Frans I eller hans andre son, hertigen av Anjou. Kardinal Thomas Wolsey, kung Henriks främste rådgivare, lyckades dock förhandla fram ett fördrag med Frankrike utan att något av dessa föreslagna äktenskap genomfördes.
Marias ställning som tronarvinge var en stegvis process. På grund av sitt kön betraktades hon inte som en tronarvinge när hon föddes, och under hennes första år antogs det allmänt, att hon skulle få en bror som skulle bli tronarvinge. Allteftersom hoppet om att en son skulle födas försvann, började Maria parallellt betraktas som en alltmer tänkbar tronarvinge. Eftersom hon när som helst kunde ersättas av en bror, var dock detta en process som länge var tveksam och informell. 
När förhandlingarna om en trolovning med kejsaren först nämndes under 1520-1521, började på allvar tankarna på att Maria kunde efterträda sin far tas med i beräkningen. Dokumenten under förhandlingarna om äktenskapet nämner möjligheten att Maria kunde efterträda sin far och bli drottning av England som en möjlighet och nämner att kejsaren i så fall inte skulle motta någon hemgift; men också att Maria i framtiden skulle kunna få en bror och därmed inte efterträda sin far.  
Tanken tycks ha varit att om Maria gifte sig med kejsar Karl och därefter efterträdde sin far, skulle paret regera som samregenter jure uxoris, något som var det normala för en kvinnlig monark vid denna tid och som också varit fallet för hennes mormor och morfar, Ferdinand och Isabella.
Under den tid Maria föreslogs gifta sig med Jakob V, diskuterades också hennes ställning som tronarvinge, eftersom ett sådant giftermål innebar att England och Skottland kunde förenas till ett rike. I det fallet hade hennes blivande make själv arvsrätt till Englands tron efter sin mor, vilket innebar att Maria inte skulle behöva bestiga tronen själv alls, utan bara överlåta sina arvsrättigheter på sin make.
År 1525, när Maria var nio år gammal, fick hon sitt eget hov från kungen, vilket etablerades på Ludlow Castle. Hon tilldelades också flera privilegier som vanligtvis endast tillkom prinsen av Wales. Att motta titeln prins av Wales och officiellt bo på Ludlow Castle i Wales, var under denna tid seden för Englands tronarvinge. Maria är hittills den enda kvinnliga tronarvinge som kallats prinsessa av Wales, även om hon aldrig formellt tilldelades titeln. I Wales var Marias ansvar, bland annat, att leda Council of Wales and the Marches. Maria tillbringade tre år i Wales, och tycks ha återvänt till England år 1528. 
Trots den öppna tillgivenhet och gunst som Henrik VIII visade sin dotter, kände han djup besvikelse över att inte ha fått överlevande söner inom äktenskapet.

### Kungens "stora ärende" (The King's Great Matter)
Under pågående äktenskapsförhandlingar för Maria befann sig föräldrarnas äktenskap i fara, då Katarina av Aragonien inte kunde ge kungen den manliga arvinge han önskade. Henrik försökte få påven att annullera äktenskapet, men Klemens VII vägrade. Det har hävdats att orsaken till påvens vägran var påtryckningar från Katarinas systerson, Marias tidigare trolovade, Karl V.  Henrik hade framfört att hans äktenskap med Katarina var orent, då hon tidigare hade varit gift en kort tid med hans äldre bror, Arthur, prins av Wales. Katarina hävdade bestämt att detta tidigare äktenskap aldrig hade fullbordats, men Henrik anförde citat från Bibelns tredje Mosebok där det påpekas att en broder inte får gifta sig med en annan broders änka, annars blir äktenskapet barnlöst. 
Efter år 1531 befann sig Katarina av Aragonien och Henrik VIII aldrig längre i samma bostad, och Henrik tillät inte längre Katarina att träffa Maria, som vars hushåll hölls separat från hennes mors. 
År 1533 gifte sig Henrik om med Anne Boleyn, och kort därefter lät Thomas Cranmer, ärkebiskop av Canterbury, formellt tillkännage att äktenskapet mellan Henrik och Katarina var ogiltigt och att äktenskapet mellan kungen och drottning Anne var giltigt. Henrik bröt med Rom och genomförde lagstiftning som förklarade att kungen var överhuvud för den engelska kyrkan. 
Till följd av detta fråntogs Katarina titeln drottning och skulle istället tilltalas änkeprinsessa av Wales (en titel hon skulle ha burit som änka efter Arthur men som Katarina vägrade att acceptera). Maria förklarades illegitim i 1534 års successionsakt, och hennes plats i tronföljden överfördes till hennes halvsyster Elisabet, dotter till Anne Boleyn. Marias nya titel blev "The Lady Mary", då hon även fråntogs sin ställning som prinsessa. Maria och modern vägrade att rätta sig efter detta, vilket ledde till en konflikt med kungen. Maria förvisades från hovet och hennes tjänare avskedades, inklusive hennes favorit, hovdamen Susan Clarencieux. 
I december 1533 sändes hon för att tjäna sin halvsyster Elisabet på Hatfield Palace. Detta var ett försök av kungen, och kanske främst drottning Anne, att bryta Marias ihärdiga vägran att erkänna Anne som drottning och sin egen illegitimitet. Det var också ett sätt att markera den nya prinsessans status. Maria låstes ofta in på sitt rum för att ingen skulle kunna se henne eller tilltala henne som prinsessa. Hon beordrades att niga för sin halvsyster, som då bara var späd, och tilldelades en plats långt ner i rangordningen vid Elisabets hov, allt för att bryta hennes motstånd och understryka Elisabets och drottning Annes status.
Trots Marias mod och beslutsamhet ledde denna behandling till att hon ofta var sjuk, vilket kan ha berott på den stress hon utsattes för. Hon tilläts inte träffa sin mor efter skilsmässan, inte ens under moderns sista, dödliga sjukdom, och hon fick inte heller närvara vid hennes begravning år 1536. Relationen mellan Maria och kungen försämrades bara, och de uppges inte ha talat med varandra under tre år, mellan 1533 och 1536.

### Efter Anne Boleyn

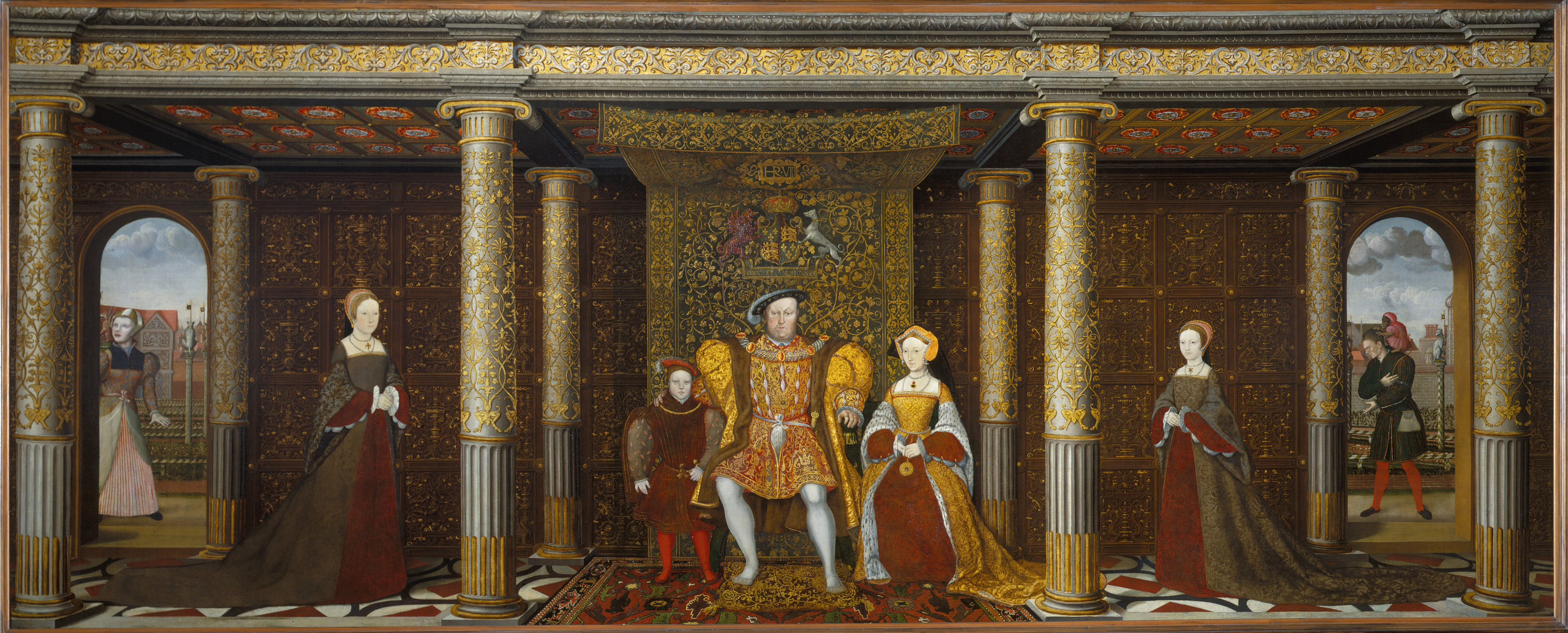
Henrik VIII:s familj. Trots att detta porträtt målades när Katarina Parr var drottning är det Jane Seymour som finns med på målningen, vars syfte var dynastiskt. Maria, till vänster, är därför avmålad något större än sin syster Elisabet, då hon står före halvsystern i tronföljden.

När Anne Boleyn halshöggs år 1536 fråntogs även Elisabet titeln prinsessa i enlighet med Andra successionsakten och skulle istället, liksom Maria, tilltalas Lady. Hon förlorade även sin plats i tronföljden. Mindre än två veckor efter Anne Boleyns avrättning hade kung Henrik gift om sig med Jane Seymour, som övertalade Henrik VIII att försona sig med sin dotter Maria. Under hot om dödsstraff för att hon vägrade följa engelsk lag, tvingades Maria år 1536 att ta avstånd från påven och erkänna att hennes föräldrars äktenskap var ogiltigt. Det innebar också att hon offentligt accepterade att hon själv var illegitim.
Som tack gick kungen med på att försona sig med Maria, och återupprätta ett eget hushåll åt henne; hennes favorit, Susan Clarencieux, återvände till hennes tjänst, och Maria kunde lämna Elisabets tjänst, och återvända till hovet. 
Jane Seymour avled efter att ha fött den efterlängtade sonen Edvard. Maria stod som gudmor åt sin halvbror, och agerade som främsta sörjande vid styvmoderns begravning.
Maria tilläts använda de kungliga palatsen. Hennes hushållsböcker från denna period har publicerats och visar att hon föredrog palatsen Hatfield House, Beaulieu (som också kallades Newhall), Richmond Palace och Hunsdon Palace. Kungen skänkte palatset Beaulieu som gåva till Maria. År 1542, efter att Katarina Howard avrättats, bjöd kungen in Maria att vara värdinna vid julfirandet på Hampton Court, då det saknades en drottning.
Maria förblev ogift vid en ålder då prinsessor under hennes samtid normalt gifte sig. Orsaken var hennes oklara ställning: huruvida hon var kungens legitima eller illegitima barn, och huruvida hon var hade en plats i tronföljden eller inte. Detta skapade tvekan både hos potentiella friare, men även hos hennes far, som var medveten om hennes potentiella politiska värde och vilka politiska problem som eventuellt kunde uppstå om hon gifte sig. Hon uppvaktades 1539 av hertig Philip av Pfalz-Neuburg, som hon gav intryck av att tycka om, men hennes far ville inte ge sitt tillstånd, och hon kommenterade: "there was nothing to be got but fine words, and while my father lives I shall be only the Lady Mary, the most unhappy lady in Christendom."

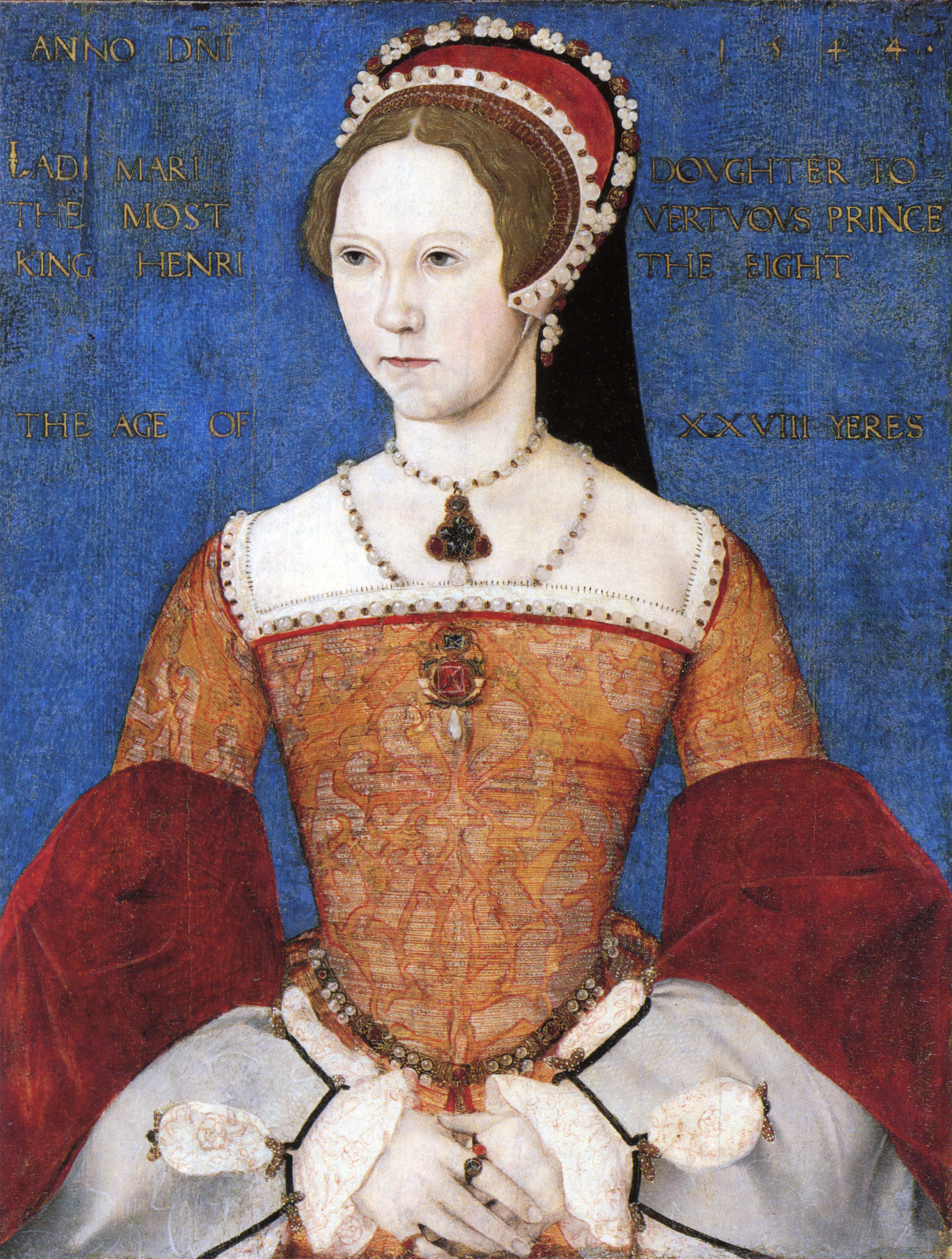
Maria år 1544.

År 1543 ingick Henrik sitt sjätte och sista äktenskap med Katarina Parr, som snart lyckades skapa ett mer harmoniskt familjeliv för de kungliga barnen än vad de tidigare hade upplevt. Året därpå, 1544, återinsatte kungen både Maria och Elisabet i tronföljden, i åldersordning och efter brodern Edvard, genom den tredje successionsakten. Trots detta förblev båda de unga kvinnorna juridiskt illegitima.

### Broderns regeringstid
År 1547 avled Henrik VIII och efterträddes av sin son, Edvard VI av England. Maria fick ett generöst arv och tilldelades personliga tillgångar i Henrik VIII:s testamente, vilket gjorde henne ekonomiskt oberoende. Under större delen av sin brors regeringstid bodde hon på sina gods på landsbygden och undvek hovet och politiken.
Eftersom Edvard inte var myndig tillsattes ett regentråd, ledd av några av rikets ledande protestanter, framför allt Edward Seymour, 1:e hertig av Somerset. Detta råd genomförde reformationen i långt större utsträckning än Henrik VIII hade velat tillåta. Edvard, som hade uppfostrats av reformvänliga informatorer, främjade dessa reformer. Till exempel lagstiftades det 1549 om att protestantiska riter skulle följas vid gudstjänster och att den nya, av Thomas Cranmer introducerade Book of Common Prayer skulle användas. När Maria, som förblev en djupt troende katolik, bad om tillstånd att privat hålla katolsk mässa i sitt eget kapell, nekades hon detta. Det var endast efter att Maria bönfallit kejsar Karl V om stöd som regeringen valde att blunda för att hon fortsatte att utöva sin katolska tro. 
Trots det fortsatte oenighet i religiösa frågor att skapa konflikt mellan Maria och Edvard. År 1550 gjorde hon ett misslyckat försök att lämna landet. Hon ville på eget initiativ resa till kejsaren och hade organiserat en båt för att i hemlighet ta sig över Engelska kanalen till Flandern, men försöket misslyckades då hon inte gav sig av i tid.
År 1551 firade Maria jul tillsammans med Elisabet vid broderns hov. Edvard förnedrade henne då och fick henne att börja gråta inför hela det samlade hovet genom att skarpt kritisera henne för hennes vägran att följa de av honom införda religionslagarna.

## Trontillträde
Den 6 juli 1553 avled den då femtonårige Edvard VI. Han hade försökt undvika att kronan skulle gå till den katolska Maria, då han fruktade att hon skulle återinföra katolicismen i England och upphäva hans och faderns reformer. Därför hade han upprättat ett testamente som uteslöt både Maria och Elisabet från tronföljden och istället utsåg den protestantiska och legitima Jane Grey till sin efterträdare. I detta skifte av successionsordningen hade Edvard stöd från John Dudley, 1:e hertig av Northumberland, som hade efterträtt hertigen av Somerset som ledare för förmyndarregeringen.
Lady Jane Grey var dotterdotter till Henrik VIII:s yngsta syster Maria Tudor, hertiginna av Suffolk. I sitt testamente stipulerade Henrik VIII att barnen till hans yngre syster Maria skulle ha successionsrätt, medan den äldre systern Margaretas barn uteslöts från arvsrätten till tronen. Enligt Henrik VIII:s successionsordning skulle dock både Maria och Elisabet ha företräde framför Jane Grey. I samband med Edvard VI:s sista sjukdom och död fick Maria en kallelse att komma till London. Maria tvekade dock när hon insåg att det fanns starka krafter i förmyndarregeringen som inte ville se henne som regent. Hon valde att stanna kvar på Framlingham Castle i Suffolk, från vilket hon senare kunde ta sin tillflykt till vänner och anhängare. Detta visade sig vara avgörande, eftersom Northumberland mycket riktigt skickade ut män för att ta henne i förvar. Styrkan leddes av hertigens son, Robert.
Den 10 juli 1553 uppsteg Lady Jane Grey som regerande drottning av England och Irland vid cirka sjutton års ålder. Händelsen kan beskrivas som en statskupp under ledning av hertigen av Northumberland. Så snart Maria fick höra nyheten flydde hon till Östangeln, där en stor del av befolkningen var katoliker och Northumberland hade många fiender. Här åtnjöt Maria brett stöd och kunde samla anhängare omkring sig. Stödet för Northumberland och drottning Jane rasade snart samman, och Jane avsattes den 19 juli 1553 efter att ha regerat i nio dagar. Maria red triumferande in i London med sin halvsyster Elisabet vid sin sida och övertog tronen under folkets jubel. Jane Grey och Northumberland fängslades och fördes till Towern.
En av Marias första åtgärder som drottning var att befria de katolska Thomas Howard, 3:e hertig av Norfolk, och Stephen Gardiner från deras fångenskap i Towern. Vid detta tillfälle var hertigen av Northumberland den enda framstående adelsmannen som avrättades för högförräderi. Maria kunde inte låta fängsla hela det sittande Privy Council, trots att samtliga var inblandade i försöket att göra Jane Grey till drottning. För att ha någon i sin närhet att lita på, utnämnde Maria Gardiner till biskop av Winchester och till Lord Chancellor. Den 1 oktober 1553 krönte Gardiner Maria till drottning av England.

## Regeringstid

### Det spanska äktenskapet

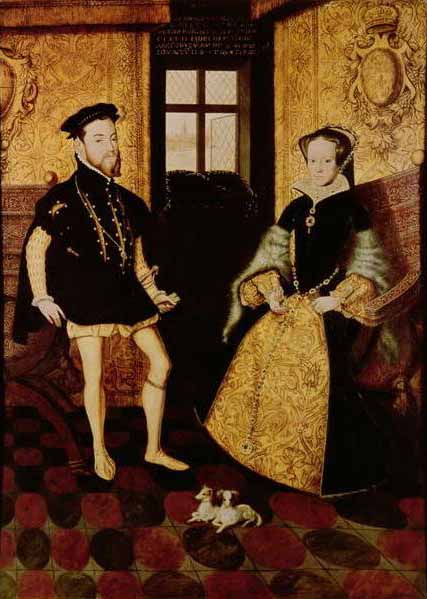
Filip och Maria

Maria var vid trontillträdet 37 år gammal, och hon ansåg det vara angeläget att hitta en make som kunde skänka henne en arvinge. Detta skulle förhindra att hennes protestantiska halvsyster Elisabet skulle kunna efterträda henne på tronen. Ett förslag var att Maria skulle gifta sig med Edward Courtenay, 1:e earl av Devon, den siste av huset Plantagenet, men Maria förkastade denna idé när Karl V istället föreslog att hon skulle gifta sig med hans son, Filip. Det rapporterades att Maria, efter att ha sett det porträtt av Filip som nu förvaras i Pradomuseet i Madrid, skulle ha uttryckt att hon hade förälskat sig i den stilige prinsen.
 

Deras bröllop den 25 juli 1554 i Winchester Cathedral ägde rum bara två dagar efter att de träffats för första gången. Filip såg äktenskapet som en uteslutande politisk fråga, även om han hyste respekt för drottningens ställning och värdighet. Äktenskapet var mycket impopulärt bland engelsmännen. Gardiner, i sin egenskap av Lord Chancellor och även Underhuset, hade därför försökt övertala drottningen att gifta sig med en engelsman, då de var rädda att ett spanskt giftermål skulle leda till spansk överhöghet över England. Denna rädsla bottnade i det faktum att en hustru förväntades vara sin make underdånig, och man hade inga tidigare erfarenheter av en kvinnlig monark förutom Jane Greys korta och olyckliga regering samt den mycket kontroversiella Matilda av England som blev avsatt. Maria var den första drottningen som regerade i egen rätt och med stöd av lagen.I äktenskapskontraktet föreskrevs det därför att Filip skulle äga rätt till titeln kung av England, men att kungamakten skulle ägas och utövas av drottning Maria.
| ” | "... att Ers Majestät, såsom vår enda Drottning, ensam skall och får använda, åtnjuta och inneha, kronan och regeringsmakten för och över Era Riken, Landområden och Undersåtar i en så unik ställning, och i en så stor och vittomfattande grad ... efter detta äktenskaps fullbordande och under hela dess varaktighet" | „ |
| – | |   |

Det stod även uttryckligen att England inte skulle komma att stödja Spanien i några krig på kontinenten. Samtidigt som äktenskapskontraktet ratificerades antog parlamentet en lag som fastslog att en regerande drottning av England skulle äga samma status och kungliga privilegier som en kung. För att hans son skulle inneha samma rang som sin hustru Maria lät Karl V upphöja Filip till kung av Neapel, och han överlät även hertigdömet Milano till sonen. Maria blev alltså i och med sitt äktenskap även drottning av Neapel. År 1556 abdikerade Marias svärfar, och hon blev då även drottning av Spanien.

### Inrikespolitik

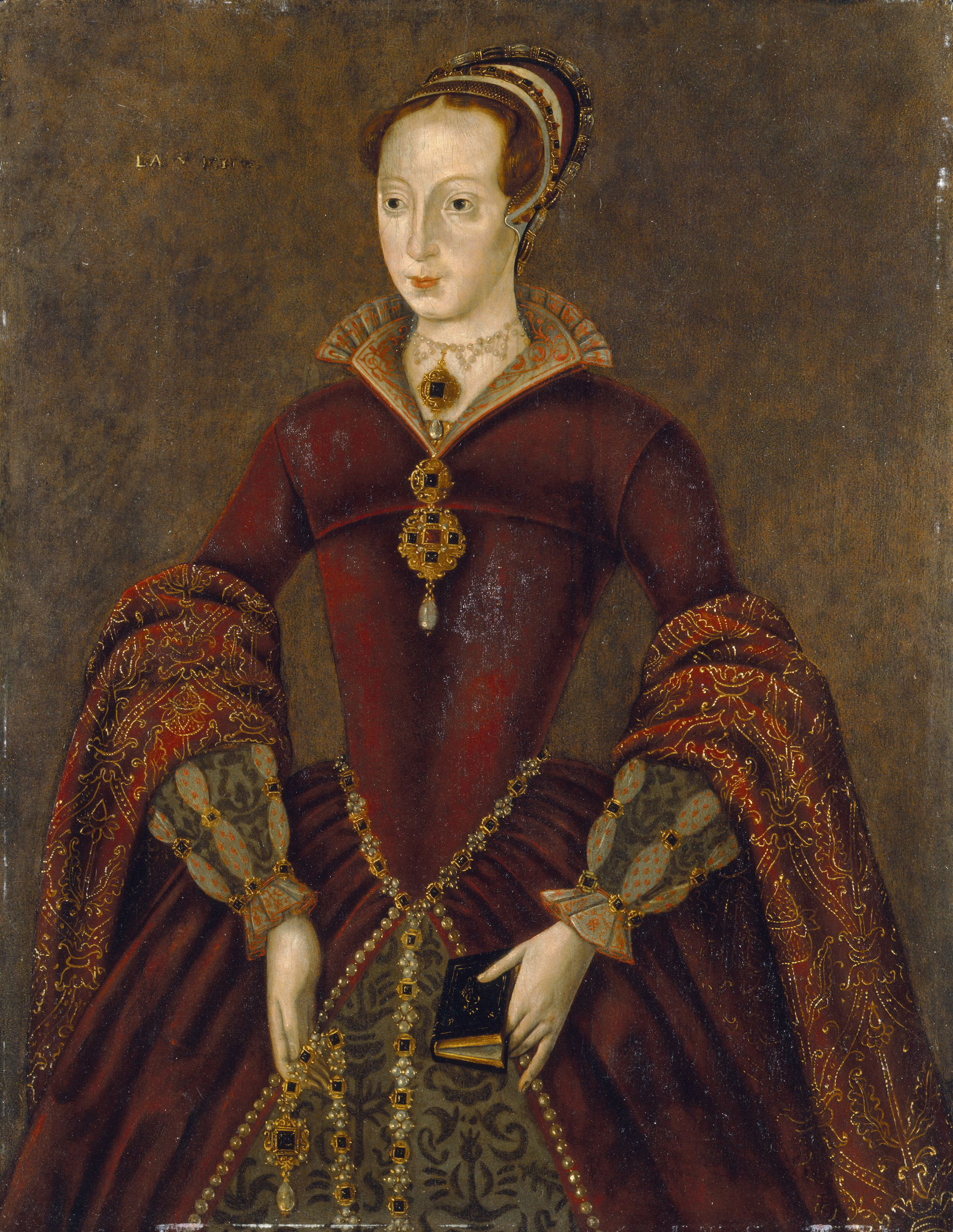
Lady Jane Grey (1537-1554)

När Maria gifte sig med Filip ledde rädslan för spanskt och katolskt inflytande till uppror. Lady Jane Greys far, Henry Grey, 1:e hertig av Suffolk, lät åter utropa sin dotter till drottning. Thomas Wyatt d.y. ledde en styrka från Kent vars syfte var att upphöja Elisabet till drottning. Maria visade åter samma handlingskraft som under Northumberlands kuppförsök, och hon gick själv ut inför folket som samlats i London och manade dem att slåss för henne:
| ” | "Vad jag är, trofasta undersåtar, alltså känn er Drottning, som ni, vid min kröning, lovade er trohet och lydnad, Jag vigdes då vid detta rike och dess lagar, och den vigselringen bär jag här på mitt finger och jag har aldrig tagit av den, och kommer aldrig att ta av den" | „ |
| – | |   |

När upproren slagits ned avrättades hertigen av Suffolk, Jane Grey och hennes make Guildford Dudley, son till hertigen av Northumberland, efter att ha dömts för högförräderi. Marias halvsyster Elisabet hölls fängslad i två månader i Towern och hölls sedan under husarrest på Woodstocks slott, trots att hon hela tiden hävdade att hon på inget sätt varit delaktig i upproren.

### Graviditet
I tron att hon var gravid lät Maria hålla tacksägelsegudstjänster i London under november 1554. Det visade sig dock att detta var den första av två skengraviditeter som drottningen genomgick, och att hon i verkligheten hade vattusot. Olika teorier har presenterats som förklaringar till dessa, till exempel en tumör eller psykiska problem. Den 17 april 1555 kallades Elisabet till hovet för att kunna övervakas under det man trodde var slutet på drottningens graviditet. Om Maria och hennes barn omkom vid förlossningen skulle Elisabet bli drottning. Om å andra sidan Maria gav liv åt ett friskt barn skulle Elisabets chanser att någonsin bestiga tronen drastiskt förminskas. När det blev uppenbart att drottningen inte alls varit gravid upphörde folk att tro att hon någonsin skulle kunna få något barn. Det föreföll allt mer säkert att Elisabet skulle efterträda sin halvsyster på tronen. Till och med Marias make Filip, som blev kung av Spanien år 1556, erkände att detta var den politiska verkligheten. Maria kände sig övergiven av Filip, som hade gift sig med henne för att säkra Englands stöd för hans kontinentala ändamål. Han styrde då över Nederländerna, Spanien, Milano och Neapel då hans fader abdikerade. Fortsättningsvis behandlade han Elisabet med stor hänsyn, då han föredrog henne som tronarvinge framför alternativet, Maria Stuart, som vuxit upp i Frankrike och var trolovad med den franske tronarvingen, den blivande Frans II. När Filip lämnade England, först år 1555 och sedan för gott (fast det inte var uttalat vid tillfället) år 1557 för att ägna sig åt sina regeringsbestyr på kontinenten, ledde det till att Maria blev melankolisk och deprimerad.

### Religion
Som drottning var Maria mycket bekymrad över de reformerta tendenserna i England, som för henne framstod som kätteri. Hon vidtog omedelbart efter trontillträdet åtgärder för att börja upphäva de kyrkoordningar som etablerats av Edvard VI respektive Henrik VIII, då hennes önskan var att försöka återföra den engelska kyrkan till den katolska tron. Kardinal Pole, son till Marias guvernant Margaret Pole, grevinna av Salisbury (som blev halshuggen under Henrik VIII) och tidigare betraktats som en lämplig friare, anlände till England som påvlig legat den 20 november 1554. Efter att ärkebiskopen av Canterbury, Thomas Cranmer, avsatts och sedan bränts på bål, utnämnde Maria kardinal Pole till hans efterträdare år 1557, trots att Pole, även om han var kardinal, inte var prästvigd. Maria kom att bli mycket beroende av Pole som rådgivare.
De lagar på religionens område som instiftats under Edvard VI ogiltigförklarades av Marias första parlament år 1553. Man återgick istället till de sex artiklar som antagits under Henrik VIII år 1539, även om Maria i förlängningen ville återgå helt och hållet till den kyrkoordning som rådde före Henriks konflikt med Rom.
Att övertala parlamentet att ogiltigförklara Henrik VIII:s lagstiftning gällande kyrkan visade sig vara en mycket utdragen process. Maria tvingades gå med på att de landområden som bytte ägare under klosterupplösningen inte skulle återgå till kyrkan. Påven godkände detta år 1554. Maria lyckades samma år få parlamentet att återinföra de kätterilagar som upphävts under Edvard. Med hjälp av dessa kunde sedan reformvänner förföljas, ställas inför rätta och avrättas.

### Religiös förföljelse
Ett stort antal protestanter avrättades under de religiösa förföljelserna, kända som Marianska förföljelsen, som ägde rum under Maria I:s regeringstid. Många protestanter, som hade medel och möjlighet, valde att gå i exil. Ungefär 800 framstående engelsmän lämnade av detta skäl landet under hennes regeringstid. De första avrättningarna ägde rum under fem dagar i början av februari 1555. John Rogers avrättades den 4 februari för att ha gett ut reformerta bibelutgåvor. Laurence Saunders, Rowland Taylor och biskopen av Gloucester avrättades den 8 och 9 februari för att ha spritt reformerta läror. De förföljelser som inleddes på detta sätt fortsatte under nästan fyra år. Sammanlagt avrättades 284 personer, och de flesta av dessa brändes på bål. Trots att dessa avrättningar idag kan framstå som barbariska var de strikt juridiska handlingar som följde en mycket sträng lagstiftning. Från och med att kätterilagarna återinfördes kunde alla som ansågs bryta mot katolsk tro straffas med döden. Att fastställa skuld i trosfrågor blev därmed en fråga för domstolarna, en process som man hoppades skulle återföra förlorade får till fållan.
När någon befanns skyldig exkommunicerades personen först. Sedan överlämnades den dömde till de statliga myndigheterna för bestraffning. De offentliga handlingarna från rättegångarna meddelar endast den formella anklagelsen och domen. De dokument som historikerna använder för att sätta in händelserna i ett sammanhang är oftast de som skrivits av de anklagade, såsom brev och dagböcker med mera. I dessa redogörelser, unika texter skrivna och distribuerade för att uppmana till stöd bland protestantiska sympatisörer, berättar de drabbade om arresteringar och förhör samt förser historien med ögonvittnesskildringar av processen. Källkritiskt bör man dock vara medveten om att många historiker genom tiderna har lutat sig mot dessa beskrivningar när de har bildat sig en uppfattning om den historiska kontexten.

### Utrikespolitik

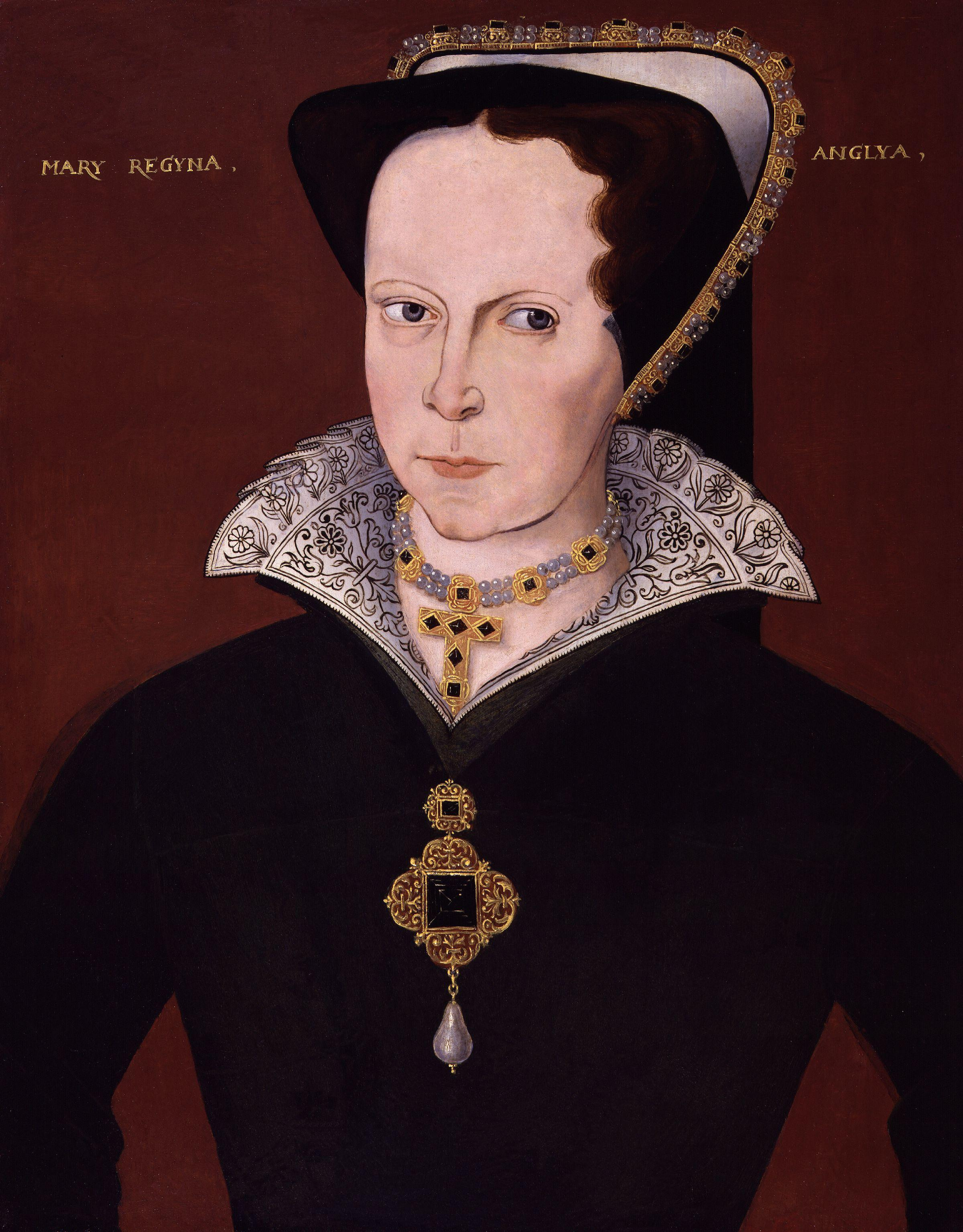
Mary I cirka år 1555, okänd målare, National Portrait Gallery, London.

När Henrik VIII år 1542 lät utropa Kungariket Irland erkändes detta inte av de katolska staterna i Europa. År 1555 erhöll dock Maria en påvlig bulla som bekräftade att Maria och Filip var drottning och kung av Irland, och kyrkan accepterade därmed den personliga länken mellan kungarikena Irland och England som bildades via monarken. Som en del av erövringen av Irland inordnade man de båda länen Laois och Offaly under engelskt styre och döpte om dem till "Queen's County" respektive "King's County". De främsta städerna i respektive län fick namnen Maryborough (nu Portlaoise) och Philipstown (nu Daingean). Under Marias regeringstid fick engelska emigranter lov att slå sig ner och lägga beslag på mark på Irland som en del av en politik som gick ut på att säkra Irland för England, med Dublin och området runt Dublin som främsta fokus.
Efter att ha övertagit den spanska tronen efter sin far återvände Filip i mars 1557 till England för att övertala Maria att skaffa engelskt stöd till Spanien i kriget mot Frankrike. Motståndet mot att skicka engelska resurser och soldater till detta krig var mycket starkt. Mellan Skottland och Frankrike fanns det en gammal allians, The Auld Alliance, som innebar att en krigsförklaring mot Frankrike skulle drabba engelsk handel mycket hårt, inte bara på kontinenten utan även med Skottland. Englands ekonomi var redan ansträngd, en situation Maria ärvt efter Edvard VI. Som en följd av krigsförklaringen, som var i strid med Marias och Filips äktenskapskontrakt, drabbades England inte bara av en ännu mer ansträngd ekonomi, utan även av inbördes konflikter mellan stormän och en skärpning av motsättningarna mellan katoliker och reformvänner. Hatet mot spanjorerna i England blev mer uttalat. Det gick dåligt för England i kriget, och den 13 januari 1558 förlorade man Calais, Englands sista besittning på kontinenten, till Frankrike. Maria ska ha yttrat att när hon var död skulle man kunna öppna henne och finna ordet Calais inristat i hennes hjärta.

### Handel och statsfinanser
Det främsta problemet för handeln under Maria I var det faktum att textilvaruhandeln via Antwerpen, en handel som hade genererat betydande inkomster för England, var på tillbakagång. Trots att Maria var gift med Filip II kom England inte att åtnjuta några fördelar av Spaniens enormt lukrativa handel med den Nya Världen. Spanjorerna bevakade svartsjukt sina handelsmonopol, och Maria kunde inte godkänna någon form av handel bakom spanjorernas rygg, och naturligtvis inte heller sjöröveri, då hon själv var gift med en spanjor. I ett försök att utöka handeln och förstärka den engelska ekonomin följde Maria den politik som inletts av hertigen av Northumberland, att försöka finna nya handelspartners utanför Europa.
Under Marias regering gjordes försök att effektivisera och utöka det centrala styret, vilket medförde ökade utgifter, samtidigt som man behöll ett beskattningssystem som i hög grad var medeltida. Ett misslyckat försök att förändra de tariffer som togs ut på importen ledde till att en möjlighet att utöka statsinkomsterna förfelades. För att komma till rätta med detta problem gav Marias regering ut Book of Rates (1558), där man listade vilka tariffer och tullavgifter som gällde för respektive importvara. Denna lista kom sedan att gälla fram till år 1604.
Maria försökte också slutföra den myntreform som påbörjades år 1551 under överinseende av Thomas Gresham, vars syfte var att motverka den drastiska inflation som präglade både 1540- och 1550-talen. Maria lyckades dock inte genomföra myntreformen, utan den fullbordades senare framgångsrikt av hennes halvsyster Elisabet I.

## Död och begravning
När Maria skrev sitt testamente trodde hon att hon var gravid. Hon föreskrev att Filip skulle vara regent av England fram till dess att barnet blev myndigt. Denna skrivelse kom dock att förlora sin betydelse när inget barn föddes, och Maria tvingades istället att utse sin protestantiska halvsyster Elisabet till sin efterträdare.
Under vårvintern 1558 väntade drottning Maria på barnets ankomst. Men i maj blev drottningen svårt sjuk, och det stod då klart att hon inte var gravid. Maria led av feberattacker, huvudvärk och sömnlöshet, och hon miste gradvis sin syn. Under sommaren blev Maria ännu sämre och smittades även av influensa. I oktober var Elisabet redan igång med att planera för sitt trontillträde. Den 6 november utnämnde Maria officiellt Elisabet till sin efterträdare. Elva dagar senare blev Elisabet drottning av England och Irland efter att Maria hade avlidit i Saint James's Palace den 17 november 1558. Maria blev 42 år gammal. Trots att Maria uttryckt en önskan om att bli begravd bredvid sin mor placerades hon i ett gravvalv i Westminster Abbey den 14 december. Detta valv kom hon senare att få dela med Elisabet. Den latinska inskriptionen på deras gravar lyder: "Delande både rike och grav, här vilar vi, Elisabet och Maria, systrar, i hopp om återuppståndelsen." Denna inskription kom till på befallning av Jakob I av England när han efterträdde Elisabet på tronen. När Marias make Filip hörde nyheten om hustruns död, skrev han i ett brev till sin syster i Spanien att:
| ”   | "Må Gud ha tagit emot henne i sin nåd! Jag beklagade i rimlig grad hennes bortgång" | „ |
| – . |                                                                                     |   |

## Eftermäle

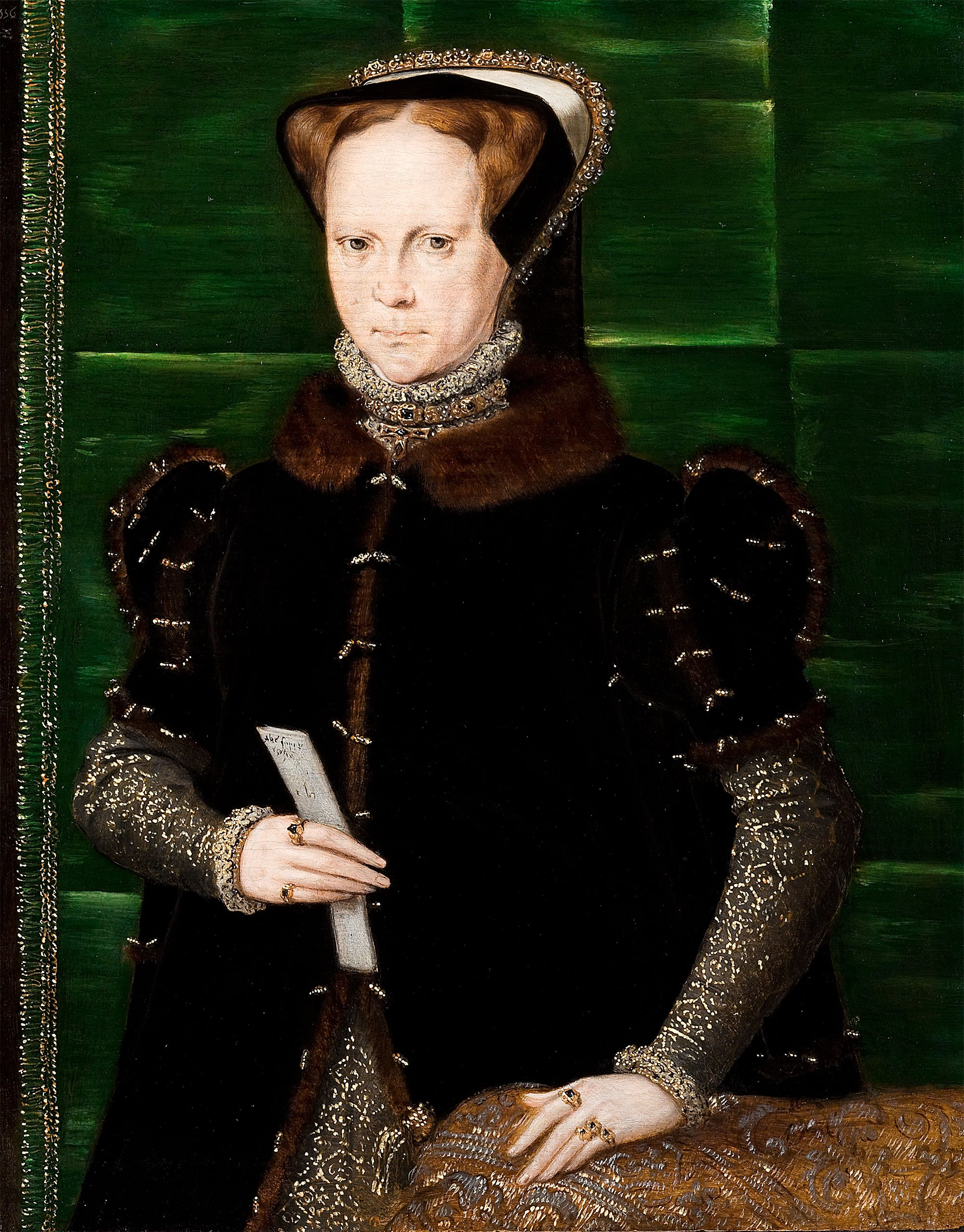
Drottning Maria av Hans Eworth

Under sin uppväxt och i början av sin regering åtnjöt Maria stor popularitet bland den engelska befolkningen, särskilt bland dem som motsatte sig religiösa reformer. Den hårda behandling hon utsattes för av sin far och sin bror väckte sympatier. Äktenskapet med Filip II var dock mycket impopulärt och skadade drottningens anseende bland de egna undersåtarna. I äktenskapskontraktet sades det uttryckligen att England inte fick dras in i Spaniens krig, men detta kontrakt visade sig vara meningslöst. Filip tillbringade det mesta av sin tid utanför England, och när hans hustru avled friade han istället till Elisabet. Hon tackade dock nej.
De hårda förföljelserna av reformerta ledde till att hon började kallas Maria den blodiga. Även om historiker tvistar om hur många som faktiskt avrättades för kätteri under Maria, är namnen på många framstående offer för förföljelserna kända: Thomas Cranmer, ärkebiskop av Canterbury, Nicholas Ridley, martyr och biskop av London, samt reformivrarna John Rogers och Hugh Latimer. I den vittspridda och berömda Foxe's Book of Martyrs, utgiven av John Foxe år 1562, fem år efter Marias död, utmålas den avlidna drottningen som en ondskefull och blodtörstig tyrann. Otaliga utgåvor av denna bok har kommit ut genom tiderna, och den har spelat en stor roll för Marias eftermäle samt att epitetet Maria den blodiga har befästs.
John Knox skrev bland annat The First Blast of the Trumpet Against the Monstruous Regiment of Women som kritik.

## Titlar och heraldiskt vapen

Maria I:s vapen, det engelska statsvapnet delat med Filip II:s vapen

Precis som Henrik VIII och Edvard VI tilltalades Maria växelvis som Majestät, Höghet eller ers Nåd. Ers majestät, som Henrik VIII var den förste att använda mer konsekvent, blev inte det enda eller övervägande tilltalet till monarken förrän under Jakob I av England.
När Maria besteg tronen utropades hon till drottning med samma titlar som sina manliga företrädare: "Maria, av Guds nåde, Drottning av England, Drottning av Frankrike, Drottning av Irland, Fidei defensor, beskyddare av Engelska kyrkan och Irländska kyrkan, på jorden kyrkans Överhuvud" (Maria Dei Gracia Anglie, Francie et Hibernie Regina, Fidei Defensor, et in terra ecclesie Anglicane et Hibernice supremum caput). Passagen om "kyrkans överhuvud" stred mot Marias katolicism, och från och med år 1554 använde hon den inte längre. År 1555 upphävde parlamentet den delen av hennes titel.
När Maria var gift med Filip II av Spanien kallades de Kung och Drottning av England. Deras officiella, gemensamma titlar återgav inte bara hennes utan också hans anspråk: "Filip och Maria, av Guds nåde, Kung och drottning av England, Frankrike, Neapel, Jerusalem och Irland, Trons försvarare, Furstar av Spanien och Sicilien, Ärkehertigar av Österrike, hertig och hertiginna av Milano, Burgund och Brabant, greve och grevinna av Habsburg, Flandern och Tyska Tyrolen." När Filip blev kung av Spanien ändrades titeln i enlighet med detta.
Marias vapen var det samma som hennes företrädare hade använt ända sedan Henrik IV av England, även om Maria ibland införlivade makens vapen med sitt eget.  

## Anfäder
|                    |  |  |  |  |  |  |  |                        |  |  |  |  |  |  |  |                           |  |  |  |  |  |  |  | Edmund Tudor          |
|                    |  |  |  |  |  |  |  |                        |  |  |  |  |  |  |  |                           |  |  |  |  |  |  |  |                       |
|                    |  |  |  |  |  |  |  |                        |  |  |  |  |  |  |  | Henrik VII av England     |  |  |  |  |  |  |  |                       |
|                    |  |  |  |  |  |  |  |                        |  |  |  |  |  |  |  |                           |  |  |  |  |  |  |  |                       |
|                    |  |  |  |  |  |  |  |                        |  |  |  |  |  |  |  |                           |  |  |  |  |  |  |  | Margareta Beaufort    |
|                    |  |  |  |  |  |  |  |                        |  |  |  |  |  |  |  |                           |  |  |  |  |  |  |  |                       |
|                    |  |  |  |  |  |  |  | Henrik VIII av England |  |  |  |  |  |  |  |                           |  |  |  |  |  |  |  |                       |
|                    |  |  |  |  |  |  |  |                        |  |  |  |  |  |  |  |                           |  |  |  |  |  |  |  |                       |
|                    |  |  |  |  |  |  |  |                        |  |  |  |  |  |  |  |                           |  |  |  |  |  |  |  | Edvard IV av England  |
|                    |  |  |  |  |  |  |  |                        |  |  |  |  |  |  |  |                           |  |  |  |  |  |  |  |                       |
|                    |  |  |  |  |  |  |  |                        |  |  |  |  |  |  |  | Elizabeth av York         |  |  |  |  |  |  |  |                       |
|                    |  |  |  |  |  |  |  |                        |  |  |  |  |  |  |  |                           |  |  |  |  |  |  |  |                       |
|                    |  |  |  |  |  |  |  |                        |  |  |  |  |  |  |  |                           |  |  |  |  |  |  |  | Elizabeth Woodville   |
|                    |  |  |  |  |  |  |  |                        |  |  |  |  |  |  |  |                           |  |  |  |  |  |  |  |                       |
| Maria I av England |  |  |  |  |  |  |  |                        |  |  |  |  |  |  |  |                           |  |  |  |  |  |  |  |                       |
|                    |  |  |  |  |  |  |  |                        |  |  |  |  |  |  |  |                           |  |  |  |  |  |  |  | Johan II av Aragonien |
|                    |  |  |  |  |  |  |  |                        |  |  |  |  |  |  |  |                           |  |  |  |  |  |  |  |                       |
|                    |  |  |  |  |  |  |  |                        |  |  |  |  |  |  |  | Ferdinand II av Aragonien |  |  |  |  |  |  |  |                       |
|                    |  |  |  |  |  |  |  |                        |  |  |  |  |  |  |  |                           |  |  |  |  |  |  |  |                       |
|                    |  |  |  |  |  |  |  |                        |  |  |  |  |  |  |  |                           |  |  |  |  |  |  |  | Juana Enriquez        |
|                    |  |  |  |  |  |  |  |                        |  |  |  |  |  |  |  |                           |  |  |  |  |  |  |  |                       |
|                    |  |  |  |  |  |  |  | Katarina av Aragonien  |  |  |  |  |  |  |  |                           |  |  |  |  |  |  |  |                       |
|                    |  |  |  |  |  |  |  |                        |  |  |  |  |  |  |  |                           |  |  |  |  |  |  |  |                       |
|                    |  |  |  |  |  |  |  |                        |  |  |  |  |  |  |  |                           |  |  |  |  |  |  |  | Johan II av Kastilien |
|                    |  |  |  |  |  |  |  |                        |  |  |  |  |  |  |  |                           |  |  |  |  |  |  |  |                       |
|                    |  |  |  |  |  |  |  |                        |  |  |  |  |  |  |  | Isabella I av Kastilien   |  |  |  |  |  |  |  |                       |
|                    |  |  |  |  |  |  |  |                        |  |  |  |  |  |  |  |                           |  |  |  |  |  |  |  |                       |
|                    |  |  |  |  |  |  |  |                        |  |  |  |  |  |  |  |                           |  |  |  |  |  |  |  | Isabella av Portugal  |
|                    |  |  |  |  |  |  |  |                        |  |  |  |  |  |  |  |                           |  |  |  |  |  |  |  |                       |